# パンターリカの岩壁墓地遺跡
パンターリカの岩壁墓地遺跡(パンターリカのがんぺきぼちいせき）は、紀元前13世紀から紀元前7世紀までの5,000以上の墓が残る、シチリア島の巨大なネクロポリスである。パンターリカは、シチリア南東部のフェルラ - ソルティーノ間のアナポ川・カルチナラ川の渓谷に位置している。
パンターリカの岩壁墓地遺跡は、シラクサに残る古代ギリシャの都市遺跡とともに、ユネスコの世界遺産リストに登録されている。

## 地理
パンターリカは、アナポ川やカルチナラ川によって形成された渓谷に囲まれた台地であり、観光客が近寄りやすい小道をいくつもそなえている重要な自然の地形である。アナポ渓谷はシラクサとヴィッツィーニを繋いでいた古代の道に沿った 10km の小道で近づきやすくなっている。
この辺りは3つの野生生物保護区（Riserva Naturale Orientata Pantalica, Valle dell'Anapo, Torrente Cava Grande）に含まれている。

## 世界遺産
パンターリカのネクロポリスはシラクサの都市遺跡とともに、「シラクサとパンターリカの岩壁墓地遺跡」の名で、世界遺産に登録されている。パンターリカの登録範囲は205.86haである。
紀元前13世紀前半に、シケル人や他のイタリア半島系の人々が到達するとともに、海岸の集落群は突然姿を消した。先住民族は海岸の施設群を棄て、防衛的見地から丘の上や居心地が良いとはいえない山々に避難し、大集団を形成していた。
古代の記録は、ヒブロン王 (Hiblon) が彼らの所有地の周縁に赴き、紀元前728年にメガラ・ヒュブラエアを創設したと述べている。しかし、紀元前664年に内地にアクレスを創設しつつ、シラクサが後に興って勢力を伸ばしたことが、王国の崩壊を決定付けた。この時代の証言となっているのが、アナクトロンや、岩壁に人工的に穿たれた小洞窟群の約5,000の墓からなる広大なネクロポリスである。
ネクロポリス周辺の地域はマグナ・グラエキア時代だけでなく、中世初期の数世紀間も人々がいた。その人々は、侵入してきた異民族や海賊たちによって追い払われた。後にはサラセン人たちが安住の地を求めて、近づきにくい場所に近いこの地にそれを見出した。今日でも、ビザンティン帝国時代に岩の中に築かれた住居の遺跡や、クロチフィッソ洞窟 (Grotta del Crocifisso )、サン・ニコリッキョ洞窟 (Grotta di San Nicolicchio )、サン・ミチダリョ洞窟 (Grotta di San Micidario ) などの壁画の描かれた小さな礼拝所の遺跡が残っている。

### パンターリカのネクロポリス
パンターリカには広い地域に渡ってネクロポリスが散在している。
- フィリポルトのネクロポリス (Necropoli di Filiporto)
フェルラ (Ferla) から9kmのところに位置している。膨大な数の墓が残っており、丘の中腹、アナポ盆地（Anapo basin）、都市の最終段階の姿をとどめる地域などに広がっている。紀元前13世紀から紀元前9世紀の遺跡である。
- ノルド＝オヴェストのネクロポリス（Necropoli di Nord-Ovest）
このネクロポリスは紀元前12世紀から紀元前11世紀のもので、一帯でも特に古いものの一つである。
- カヴェッタのネクロポリス (Necropoli della Cavetta)
紀元前9世紀から8世紀の遺跡であるが、一帯にはビザンティン帝国時代の建造物群も残っている。
- 北のネクロポリス (Necropoli Nord)
紀元前12世紀から紀元前11世紀ころのネクロポリスで、最も広大なものである。

アナクトロンの宮殿 (Palazzo dell’Anaktoron) は、大きな積み石による巨石建造物で、様々な長方形に区切られた部屋がある。この宮殿は、ミュケーナイ文化様式の宮殿の優れた模倣のようにも見え、専門家にはシチリアにはミュケーナイ人の作業場があったという仮説を立てる者もいる。これらは紀元前12世紀から11世紀のもので、パンターリカの遺跡の中でも早い時期に属している。

### 登録基準
シラクサの古代ギリシャ都市遺跡とパンターリカの墓地遺跡は、古代地中海文明の一時期に関する重要な例証として、世界遺産に登録された。
この世界遺産は世界遺産登録基準のうち、以下の条件を満たし、登録された（以下の基準は世界遺産センター公表の登録基準からの翻訳、引用である）。
- (2) ある期間を通じてまたはある文化圏において、建築、技術、記念碑的芸術、都市計画、景観デザインの発展に関し、人類の価値の重要な交流を示すもの。
- (3) 現存するまたは消滅した文化的伝統または文明の、唯一のまたは少なくとも稀な証拠。
- (4) 人類の歴史上重要な時代を例証する建築様式、建築物群、技術の集積または景観の優れた例。
- (6) 顕著で普遍的な意義を有する出来事、現存する伝統、思想、信仰または芸術的、文学的作品と直接にまたは明白に関連するもの（この基準は他の基準と組み合わせて用いるのが望ましいと世界遺産委員会は考えている）。